# Перелік пам'яток культурної спадщини, що не підлягають приватизації (Закарпатська область)
В Закарпатській області до переліку пам'яток культурної спадщини, що не підлягають приватизації, внесено 96 об'єктів культурної спадщини України.

## Ужгородська міська рада
| Найменування пам'ятки                      | Час створення    | Місце розташування              | Охоронний номер |
| ------------------------------------------ | ---------------- | ------------------------------- | --------------- |
| Будинок правління Ужгородського комітету   | 1809 рік         | м. Ужгород, пл. Жупанатська, 3  | 166             |
| Замок-фортеця                              | X-XVI сторіччя   | м. Ужгород, вул. Капітульна, 33 | 163             |
| Церква Святого Миколая (Горянська ротонда) | XII-XIV сторіччя | м. Ужгород, пров. Музейний, 1   | 190             |
| Амбар та винний погріб                     | 1781 рік         | м. Ужгород, вул. Ракоці, 2      | 1107            |

## Мукачівська міська рада
| Замок "Паланок"                    | XIV-XVIII сторіччя | м. Мукачево, Замкова гора     | 168   |
| Каплиця Святого Мартина            | XIV сторіччя       | м. Мукачево, вул. Миру, 51    | 170   |
| Палац графів Шенборнів "Білий Дім" | 1667-1748 роки     | м. Мукачево, вул. Миру, 26-28 | 169   |
| Церква Святого Миколая             | 1789-1806 роки     | м. Мукачево, вул. Північна, 2 | 171/1 |

## Берегівський район
| Ансамбль споруд "Графського двору":      | 1629 рік          | м. Берегове, вул. Г. Бетлена, 1 | 1108/0 |
| палац князя Г. Бетлена                   | 1629-1857 роки    | м. Берегове, вул. Г. Бетлена, 1 | 1108/1 |
| каретна і зерносховище                   | 1629-1686 роки    | м. Берегове, вул. Г. Бетлена, 1 | 1108/2 |
| стайні                                   | 1629-1686 роки    | м. Берегове, вул. Г. Бетлена, 1 | 1108/3 |
| Костел                                   | XV сторіччя       | м. Берегове, вул. С. Тіноди, 5  | 173    |
| Костел                                   | XIII-XV сторіччя  | м. Берегове, вул. Ш. Петефі, 30 | 1109   |
| Костел                                   | XIV сторіччя      | с. Бене                         | 1110   |
| Костел                                   | XIII-XIV сторіччя | с. Кідьош                       | 1111   |
| Замок (руїни)                            | XII-XIII сторіччя | с. Квасово                      | 1113   |
| Костел (руїни) Святого Іоанна Хрестителя | XIV сторіччя      | с. Мужієво                      | 1112   |
| Костел і дзвіниця                        | 1753 рік          | с. Четфалва                     | 182    |

## Великоберезнянський район
| Церква Святого Василія | 1703 рік | с. Сіль | 1114 |

## Виноградівський район
| Угочанський замок (руїни)            | XIV-XVI сторіччя    | м. Виноградів, вул. М. Коцюбинського | 177   |
| Садиба барона Перені:                | XVI-XVIII сторіччя  | м. Виноградів, вул. Копанська, 10    | 176/0 |
| палац                                | XVI-XVIII сторіччя  | м. Виноградів, вул. Копанська, 10    | 176/1 |
| флігелі службові                     | XVII-XVIII сторіччя | м. Виноградів, вул. Копанська, 10    | 176/2 |
| брама                                | XVII-XVIII сторіччя | м. Виноградів, вул. Копанська, 10    | 176/3 |
| парк                                 | XVIII-XIX сторіччя  | м. Виноградів, вул. Копанська, 10    | 176/4 |
| Костел Святої Олени                  | 1788 рік            | смт Вилок                            | 1115  |
| Замок (руїни)                        | XIV сторіччя        | смт Королево                         | 178   |
| Церква Успіння Пресвятої Богородиці: | XVII сторіччя       | с. Новоселиця                        | 181/1 |
| дзвіниця                             | XVII сторіччя       | с. Новоселиця                        | 181/2 |
| Церква                               | XIV-XIX сторіччя    | с. Шаланки                           | 1117  |

## Воловецький район
| Церква Святого Духа:           | XVIII сторіччя              | с. Гукливий   | 186/1  |
| дзвіниця                       | XVIII сторіччя              | с. Гукливий   | 186/2  |
| Церква Святого Миколая:        | початок XX сторіччя         | с. Задільське | 1118/1 |
| дзвіниця                       | початок XX сторіччя         | с. Задільське | 1118/2 |
| Церква Вознесіння Господнього: | XVIII - кінець XIX сторіччя | с. Ялове      | 1120/1 |
| дзвіниця                       | кінець XIX сторіччя         | с. Ялове      | 1120/2 |

## Іршавський район
| Палац-фортеця | 1712-1798 роки | смт Довге, вул. Перемоги, 3 | 1122 |

## Міжгірський район
| Введенська церква:                   | 1808 рік                        | с. Буковець           | 212/1  |
| дзвіниця                             | 1808 рік                        | с. Буковець           | 212/2  |
| Церква Святого Миколая:              | 1804 рік                        | с. Верхній Студений   | 213/1  |
| дзвіниця                             | 1804 рік                        | с. Верхній Студений   | 213/2  |
| Церква Святого Миколая:              | XVII сторіччя - 1798 рік        | с. Ізки               | 215/1  |
| дзвіниця                             | 1798 рік                        | с. Ізки               | 215/2  |
| Церква Святого Духа:                 | 1795 рік                        | с. Колочава           | 216/1  |
| дзвіниця                             | 1795 рік                        | с. Колочава           | 216/2  |
| Церква Святого Михайла               | 1818 рік                        | с. Негровець          | 219    |
| Церква Благовіщення Господнього:     | 1820 рік                        | с. Нижній Студений    | 226/1  |
| дзвіниця                             | 1820 рік                        | с. Нижній Студений    | 226/1  |
| Церква Різдва Богородиці             | 1780 рік                        | с. Пилипець           | 221    |
| Церква Святого Миколая:              | кінець XVII сторіччя - 1785 рік | с. Подобовець         | 1125/1 |
| дзвіниця                             | кінець XVII сторіччя - 1785 рік | с. Подобовець         | 1125/2 |
| Церква Святого Миколая:              | 1797 рік                        | с. Присліп            | 222/1  |
| дзвіниця                             | 1797 рік                        | с. Присліп            | 222/1  |
| Церква Святого Дмитрія               | 1780 рік                        | с. Репинне            | 223    |
| Введенська церква                    | 1759 рік                        | с. Розтока            | 224    |
| Церква Святого Миколая:              | XVII сторіччя - 1751 рік        | с. Рекіти             | 225/1  |
| дзвіниця                             | 1751 рік                        | с. Рекіти             | 225/2  |
| Церква Покрови Пресвятої Богородиці: | 1817 рік                        | с. Синевирська Поляна | 1126/1 |
| дзвіниця                             | 1817 рік                        | с. Синевирська Поляна | 1126/2 |
| Введенська церква                    | 1809 рік                        | с. Торунь             | 1127   |

## Мукачівський район
| Замок                  | XVII сторіччя                  | смт Чинадійово, вул. М. Волошина, 53б | 183  |
| Палац графів Шенборнів | 1890-1895 роки                 | смт Чинадійово                        | 1128 |
| Церква Святого Дмитрія | XVII сторіччя, 1758, 1910 роки | с. Вільховиця                         | 184  |

## Перечинський район
| Церква Святого Василія: | XVII сторіччя, 1748 рік | с. Лікіцари | 193/1 |
| дзвіниця                | XIX-XX сторіччя         | с. Лікіцари | 193/2 |

## Рахівський район
| Церква Вознесіння Господнього (Струківська): | 1824 рік               | смт Ясіня         | 201/1 |
| дзвіниця                                     | 1813 рік               | смт Ясіня         | 201/2 |
| Церква Успіння Пресвятої Богородиці          | 1750 рік               | с. Ділове         | 203   |
| Церква Святого Миколая (верхня):             | 1428, 1600, 1760 роки  | с. Середнє Водяне | 208/1 |
| дзвіниця                                     | XVIII сторіччя         | с. Середнє Водяне | 208/2 |
| Церква Святого Миколая (нижня)               | середина XVII сторіччя | с. Середнє Водяне | 209   |

## Свалявський район
| Церква Святого Миколая | 1588, 1759 роки | м. Свалява, присілок Бистрий | 185 |

## Тячівський район
| Костел                           | XIII-XVIII сторіччя                      | м. Тячів     | 200   |
| Церква Святого Миколая:          | 1604 рік - перша половина XVIII сторіччя | с. Діброва   | 202/1 |
| дзвіниця                         | перша половина XVIII сторіччя            | с. Діброва   | 202/2 |
| Церква Святого Миколая:          | 1470 рік, XVI сторіччя, 1770 рік         | с. Колодне   | 205/1 |
| дзвіниця                         | перша половина XVIII сторіччя            | с. Колодне   | 205/2 |
| Церква Святого Архангела Михаїла | 1813 рік                                 | с. Нересниця | 207   |

## Ужгородський район
| Замок (руїни)         | XII-XIII сторіччя | смт Середнє  | 195  |
| Церква реформаторська | 1729 рік          | с. Комарівці | 1130 |
| Костел                | XIX сторіччя      | с. Тарнівці  | 1131 |
| Костел                | XV-XIX сторіччя   | с. Часлівці  | 1132 |
| Замок                 | XII-XV сторіччя   | с. Невицьке  | 194  |
| Костел                | XV сторіччя       | с. Сюрте     | 197  |

## Хустський район
| Замок (руїни)                     | XI-XII сторіччя, XIV-XVI сторіччя | м. Хуст, Замкова гора     | 210   |
| Костел Святої Єлизавети           | XIV сторіччя                      | м. Хуст, вул. Конституції | 211   |
| Церква Святого Миколая:           | 1779 рік                          | с. Данилово               | 214/1 |
| дзвіниця                          | 1779 рік                          |                           | 214/2 |
| Церква Святого Архангела Михаїла: | 1688 рік                          | с. Крайниково             | 217/1 |
| дзвіниця                          | 1688 рік                          | с. Крайниково             | 217/2 |
| Церква Святої Параскеви П'ятниці: | XV сторіччя - 1753 рік            | с. Олександрівка          | 220/1 |
| дзвіниця                          | 1753 рік                          | с. Олександрівка          | 220/2 |
| Церква Святого Миколая:           | початок XVII сторіччя, 1770 рік   | с. Сокирниця              | 227/1 |
| дзвіниця                          | 1770 рік                          | с. Сокирниця              | 227/2 |